# John C. Churchill

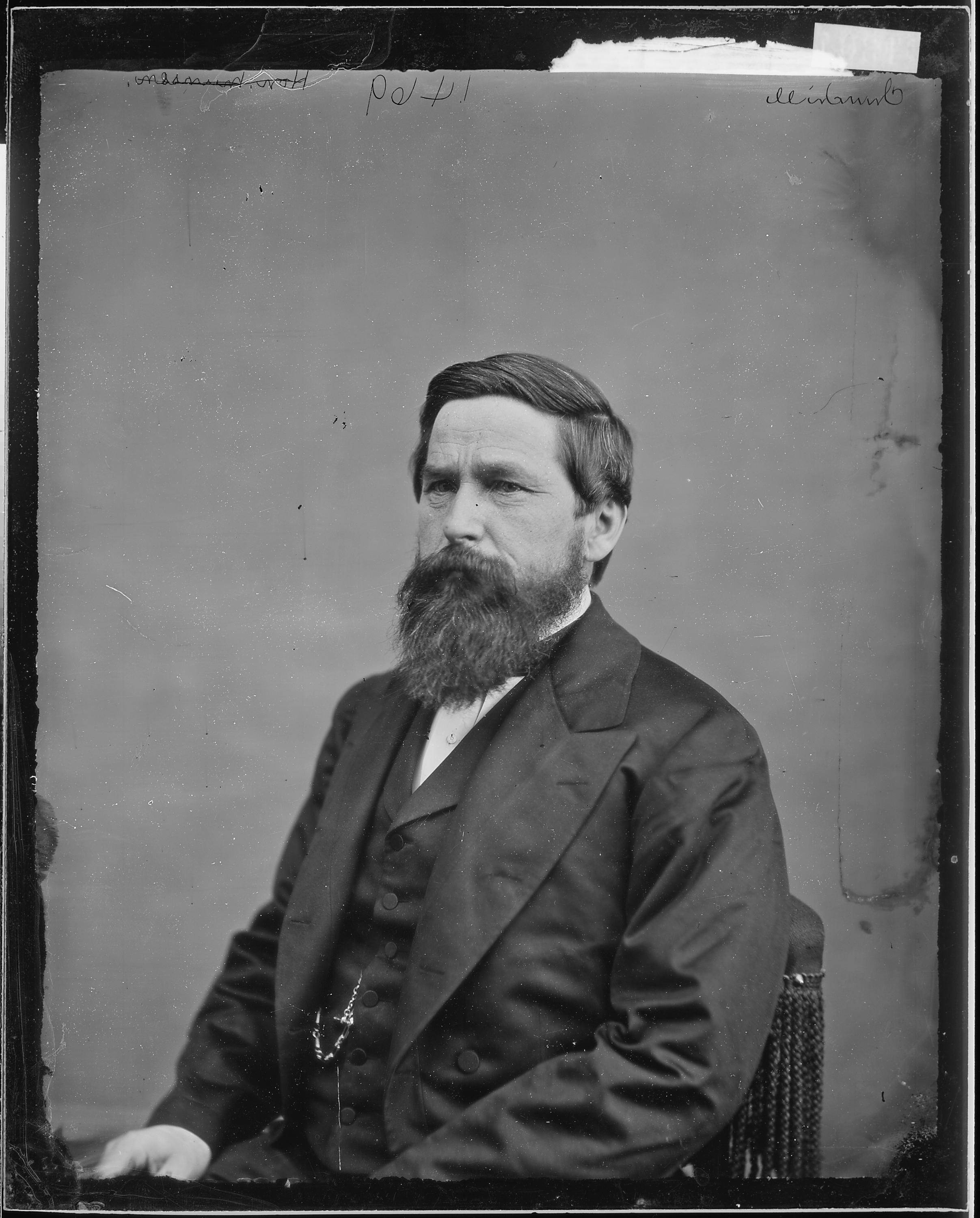
John C. Churchill

John Charles Churchill (* 17. Januar 1821 in Mooers, New York; † 4. Juni 1905 in Oswego, New York) war ein US-amerikanischer Jurist und Politiker. Zwischen 1867 und 1871 vertrat er den Bundesstaat New York im US-Repräsentantenhaus.

## Werdegang
John Charles Churchill wurde ungefähr sechs Jahre nach dem Ende des Britisch-Amerikanischen Krieges im Clinton County geboren. Er besuchte das Burr Seminary in Manchester (Vermont) und graduierte dann 1843 am Middlebury College. Danach unterrichtete er als Sprachlehrer am Castleton Seminary und war Tutor am Middlebury College. Er besuchte die Dane Law School der Harvard University. Nach dem Erhalt seiner Zulassung als Anwalt 1847 begann er 1848 in Oswego zu praktizieren. Zwischen 1853 und 1856 saß er im Bildungsausschuss von Oswego. Während dieser Zeit war er 1854 und 1855 Mitglied im Bezirksrat von Oswego County. 1857 wurde er Staatsanwalt (prosecuting attorney) – ein Posten, den er bis 1860 innehatte. Dann war er zwischen 1860 und 1864 Richter im Oswego County. Seine Richterzeit war vom Bürgerkrieg überschattet. Gouverneur Edwin D. Morgan ernannte ihn zum Kommissar, welcher 1862 und 1863 die Skizzierung vom Oswego County überwachte. Politisch gehörte er der Republikanischen Partei an.
Bei den Kongresswahlen des Jahres 1866 für den 40. Kongress wurde Churchill im 22. Wahlbezirk von New York in das US-Repräsentantenhaus in Washington, D.C. gewählt, wo er am 4. März 1867 die Nachfolge von Sidney T. Holmes antrat. Er wurde einmal wiedergewählt und schied dann nach dem 3. März 1871 aus dem Kongress aus. Während seiner letzten Amtszeit hatte er den Vorsitz über das Committee on Expenditures on Public Buildings.
Churchill nahm 1876 als Delegierter an der Republican National Convention in Cincinnati teil. 1877 kandidierte er erfolglos für das Amt des Secretary of State von New York. Er saß wieder im Bildungsausschuss von Oswego und war 1879 und 1880 dessen Präsident. Um eine Vakanz am New York Supreme Court zu füllen, ernannte man ihn am 17. Januar 1881 zum beisitzenden Richter. Churchill wurde danach in das Amt gewählt und bekleidete es bis zum Erreichen der Altersgrenze am 31. Dezember 1891. Er verstarb ungefähr neun Jahre vor dem Ausbruch des Ersten Weltkrieges in Oswego und wurde dann auf dem Riverside Cemetery beigesetzt.